# Коковихин, Юрий Иванович
Юрий Иванович Коковихин (укр. Юрій Іванович Коковіхін, род. 1936) — советский и украинский учёный, доктор технических наук, профессор.
Автор более 220 научных работ, в том числе нескольких монографий, а также многих авторских свидетельств и патентов.

## Биография
Родился 22 декабря 1936 года в городе Магнитогорске Челябинской области.

### Образование
В 1959 году окончил Магнитогорский горно-металлургический институт (МГМИ, ныне Магнитогорский государственный технический университет) по специальности «обработка металлов давлением». В 1966 году в этом же вузе защитил кандидатскую диссертацию по теме «Исследование прокатки проволоки в многовалковых калибрах». В 1974 году также в МГМИ защитил докторскую диссертацию по теме «Теория и практика применения роликовых волок в сталепроволочно-канатном производстве». В 1978 году Ю. И. Коковихину было присвоено ученое звание профессора. Существенное значение на его становление как ученого оказали доктора технических наук, профессора М. И. Бояршинов и М. Г. Поляков.

### Деятельность
С 1962 по 1981 годы Ю. И. Коковихин работал в Магнитогорском горно-металлургическом институте, где был аспирантом, защитил две диссертации, был первым заведующим кафедрой «Машины-автоматы проволочного и канатного производства», созданной в этом же году. В 1981 году переехал в Украинскую ССР и работал в Днепродзержинском индустриальном институте (ныне Днепровский государственный технический университет), где с 1988 по 1995 год был заведующим кафедры «Металловедения и термообработки». Затем работал директором ряда организаций. Стал автором многих трудов, в их числе:
- Технология сталепроволочного производства. (Учебник, 1995).
- Производство низкоуглеродистой проволоки. (Учебник, 1995, в соавторстве).
- Биметаллы и защитные покрытия. Теория и практика. (1997, в соавторстве).
- Проектирование сталепроволочных цехов. (Учебник, 1999, в соавторстве).

Научные исследования Юрия Ивановича Коковихина были связаны с областью специальных технологий метизного производства, оборудованием и способами изготовления моно- и биметаллической проволоки, а также лент и фольги из малопластичных материалов: бериллия и его сплавов, из алюминия, меди, титана, циркония, углеродистой и
нержавеющей стали. Под его руководством были защищены три докторские и более 20 кандидатских диссертаций.
Он был награждён знаком «Изобретатель СССР» и медалями, в числе которых медали ВДНХ СССР.
В настоящее время проживает в Днепродзержинске, Украина.